# تاریخ الهیات مسیحی
دکترین تثلیث که دکترین اصلی مسیحیت است به تدریج و در گذر زمان ایجاد شد تا اینکه در اولین شورای نیقیه رسمیت یافت. بیشترین ادله برای این دکترین در انجیل یوحنا یافت می‌شود و اناجیل دیگر به دین یهودیت نزدیکتر هستند.

## نوشته شدن کتاب مقدس
در ابتدا تفاوت زیادی بین یهودیت و مسیحیت وجود نداشت. عیسی خود یهودی‌زاده بود و تمامی حواریون وی نیز یهودی بودند و از قوانین یهودی نظیر کشروت و شبات تبعیت می‌کردند. با این‌حال بسیاری از افراد موثر در انتشار پیام مسیح غیر یهودی بودند. افرادی همچون لوقا که یک پزشک -احتمالا- غیریهودی بود. از جمله تفاوت‌های این گروه با بقیه یهودیان قبول کردن عیسی به عنوان خداوند و مسیح موعود بود و اینکه اعمال نیک را شرط رستگاری نمی‌دانستند. در مسیحیت اولیه، فیض الهی تنها شرط برای بهشتی شدن به شمار می‌رفت، شرطی که کماکان در کلیسای پروتستان تا به امروز برقرار است. مسیحیان اولیه کتاب مجزایی نداشتند و تنخ را قبول داشتند. نوشتارهای حواریون به تدریج و در گذر زمان جمع گردید تا تبدیل به کتاب مقدس امروزی شد. اولین دست نوشته‌های حواریون در بین مسیحیان اولیه به صورت دست به دست منتقل می‌شد. در حدود قرن اول میلادی نوشتارهای پولس(شائول) در بین مسیحیان یافت می‌شد. جاستین مارتیر در حدود سال ۲۰۰ میلادی در مورد خاطرات حواریون صحبت کرده‌است. ایرنئوس در سال ۱۶۰ میلادی در مورد اینکه کتاب اعمال رسولان نیز باید در کتاب مقدس گنجانده شود زیرا نویسنده آن با نویسنده انجیل لوقا یکی است صحبت کرده‌است. در سال ۲۰۰ میلادی اوریگن از ۲۷ کتاب به عنوان کتاب مقدس یاد کرده‌است. در سال ۳۶۷ میلادی آتاناسیوس لیستی از کتاب مقدس ارائه می‌دهد که با کتاب مقدس امروزی در بین مسیحیان یونانی یکسان است.

## شورای اورشلیم
شورای اورشلیم در جدایی مسیحیت از یهودیت نقش مهمی داشت. در این زمان مسیحیت دارای گروندگان غیریهودی زیادی شده بود و سئوال اصلی این بود که آیا این گروندگان که بر خلاف پیروان اولیه یهودی زاده نبودند نیاز دارند از قوانین یهودی تبعیت کنند یا خیر. در نهایت تصمیم گرفته شد که غیریهودیان مسیحی شده که خداترس نامیده می‌شدند نیازمند این نیستند که از قوانین یهودی نظیر ختنه تبعیت کنند. از این زمان مسیحیت به‌طور کامل از یهودیت جدا شد و تبدیل به دین مجزایی گردید.

## الهیات اولیه مسیحی
الهیات اولیه مسیحی بر پایه روش زندگی برای پیروی از مسیح ساخته شده‌است. این دستورها از تعالیم اولیه مسیحیت نظیر خطبه کوه، شورای اورشلیم و نوشتارهای پولس گرفته شده‌است. با گسترش مسیحیت بسیاری دانشمندان یونانی که تحصیلات بالایی داشتند به آن گرویدند. بسیاری از این دانشمندان یونانی کشیش شدند و در گسترش مسیحیت نقش به سزائی داشتند. از آن جمله می‌توان به جاستین مارتیر، ایرنئوس، ترتولیان، کلمنت اسکندریه و اوریگن اشاره کرد. دکترینهای اصلی مسیحیت در این زمان به تدریج شکل گرفت. بیشتر نوشتارها در این زمان به زبان یونانی بود و از این زمان مسیحیت ارتدوکس پایه ریزی شد.

## اولین شورای نیقیه

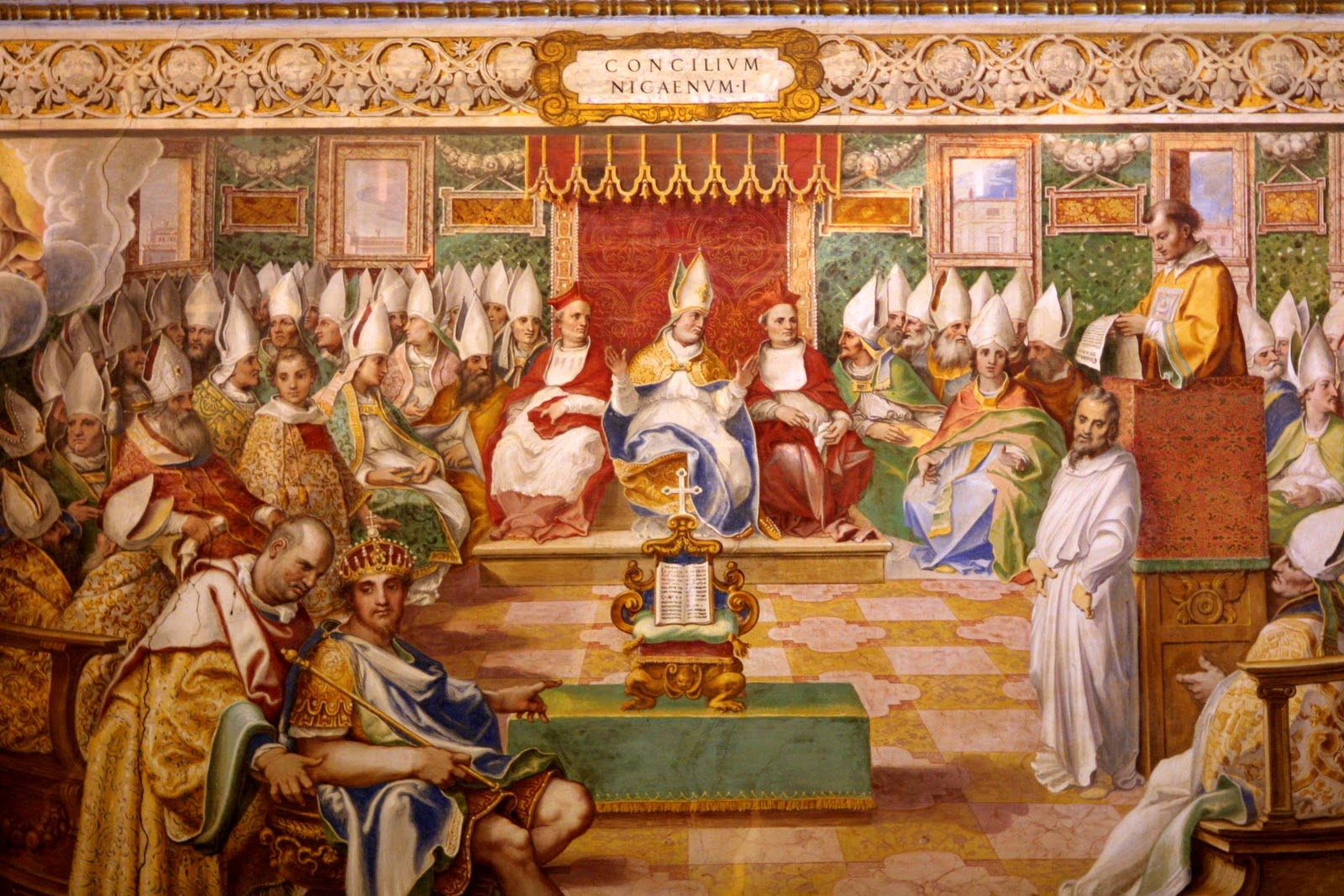
اولین شورای نیقیه ۱۵۹۰ فرسکو

در قرن نخست معدودی از منتصبان به مسیحیت به دکترین تثلیث اعتقاد نداشتند. از مهمترین این افراد آریوس(۲۵۰ یا ۲۵۶ تا ۳۳۶) بود که پایه‌گذار مکتب آریانیسم بود. آریوس اعتقاد داشت که خدای پدر از خدای پسر بزرگتر است. او این باور شاذ را از انجیل یوحنا استخراج کرده بود. اولین شورای نیقیه به دستور امپراطور کنستانتین بزرگ در سال ۳۲۵ به منظور مبارزه با آشفتگی دینی و تدوین دکترین رسمی کلیسا تشکیل شد. کنستانتین سوگند خورده بود تا کلیسا را متحد و از آن محافظت کند. آریوس با اینکه طرفداران زیادی داشت در این شورا به شدت طرد شد و دکترین رسمی تثلیث از این شورا بیرون آمد. آریوس مجبور به فرار شد و تمامی کتاب‌های او سوزانده شد. شورای نیقیه مسیحیت را سامان داد و هماهنگی بین مسیحیت در تمامی مناطق پدیدآورد.
پس از این شورا بود که کلیسا به پیام مسیح مبنی بر تثلیث بازگشت و پذبرش آن را شرط ورود به مسیحیت دانست.

## پاپ
مقام پاپ در ابتدا وجود نداشت و به تدریج ایجاد شد. ریشه اصلی این مقام مشخص نیست ولیکن به‌طور کلی تصور می‌شود که پطرس مهمترین حواریون بود و بعد از مرگ عیسی او به رم رفت و اولین پاپ شد. پاپهای بعدی ادعا می‌کردند که جانشین پطرس هستند.

## مسیحیت بیزانس
بعد از اینکه امپراطوری روم غربی نابود شد و فروپاشید مسیحیت شرقی که در قستنطنیه بود مرکز اصلی مسیحیت شد و تا سال ۱۴۵۳ پایدار ماند. بسیاری از الهیات مسیحی قرون وسطی در قستنطنیه شکل گرفت.
شورای چلکدون در سال ۴۵۱ میلادی در چلکدون تشکیل شد. کلیسای اولیه، همچون امپراطوری روم به دو بخش شرقی-یونانی و غربی-لاتینی تقسیم شده بود. علاوه بر تفاوت زبانی میان این دو بخش، تفاوت‌های فرهنگی نیز وجود داشت. مسیحیت اولیه میان غیریهودیان، مسیحیتی یونانی بود، و عهدِجدید نیز به یونانی نوشته شده بود. حتی در غرب امپراطوری نیز کلیساهای اولیه یونانی‌زبان بودند و کلیسای روم نیز تا قرن سوم عمدتاً یونانی‌زبان باقی‌ماند. نخستین نشانه‌های مسیحیتِ لاتینی در شمال آفریقا به‌چشم می‌خورد و ترتولیانِ۲ آفریقایی (در پایان قرن دوم) نخستین نویسندهٔ مهم مسیحیِ لاتینی‌زبان است. در قرون اولیه، اگرچه گاه بین کلیساهای یونانی‌زبان و لاتینی‌زبان تنش‌هایی به‌وجود می‌آمد، اما در مجموع این کلیساها هم‌زیستیِ مسالمت‌آمیزی داشتند. بعدها، پس از اضمحلال امپراطوری روم در قرن پنجم در غرب، این کلیساها از هم جدا، و بعدها به کلیسای ارتدکس شرق و کاتولیک رومی تبدیل شدند.